# Liste der Monuments historiques in Cubnezais
Die Liste der Monuments historiques in Cubnezais führt die Monuments historiques in der französischen Gemeinde Cubnezais auf.

## Liste der Bauwerke
| Bezeichnung                      | Beschreibung              | Standort | Kennzeichnung | Schutzstatus | Datum | Bild |
| -------------------------------- | ------------------------- | -------- | ------------- | ------------ | ----- | ---- |
| Westfassade der Kirche St-Martin | Erbaut im 12. Jahrhundert | (Lage)   | PA00083531    | Inscrit      | 1925  |      |

## Liste der Objekte
| Bezeichnung               | Beschreibung                     | Standort                       | Kennzeichnung | Schutzstatus | Datum | Bild |
| ------------------------- | -------------------------------- | ------------------------------ | ------------- | ------------ | ----- | ---- |
| Glocke                    | Bronze, 1784 gegossen            | in der Kirche St-Martin (Lage) | PM33000476    | Classé       | 1942  |      |
| Skulptur Madonna mit Kind | Holz, vergoldet, 19. Jahrhundert | in der Kirche St-Martin (Lage) | PM33001401    | Inscrit      | 1980  |      |